# Robert von Bonin
Robert Julius Friedrich Moritz von Bonin (* 6. Juni 1805 in Gimmel, Kreis Guhrau, Provinz Schlesien; † 21. April 1852 in Berlin) war ein preußischer Hauptmann, Militärhistoriker und Familienforscher.

## Leben
Robert war Angehöriger des pommerschen Adelsgeschlechts von Bonin. Seine Eltern waren der preußische Hauptmann Karl Heinrich von Bonin (1772–1814) und Rosalie Johanna Hoffmann (1781–1841).
Bonin begann seine Laufbahn 1814 am Kadettenkorps in Potsdam und wurde 1819 Unteroffizier in Berlin. Er trat als Fähnrich 1822 in das 6. Infanterie-Regiment nach Glogau und avancierte 1824 zum Sekondeleutnant. Von 1827 bis 1829 besuchte er sich Allgemeine Kriegsschule in Berlin. 1829 wurde er der Garde-Artillerie-Brigade aggregiert. Hiernach war er Lehrer an der Brigadeschule. Er stand in den 30er Jahren bei der provisorischen Festungsreserveartillerie in Mainz, beim preußisch-österreichischen Truppenkorps sowie bei der Festungsartillerie in Küstrin. Bonin erhielt 1836 den Befehl als Instruktor der türkischen Truppen nach Konstantinopel zu gehen, wurde aber stattdessen 1837 als Assistent zur Artillerieprüfungskommission abkommandiert. Seine Beförderung zum Premierleutnant erfolgte 1839. Gleichzeitig kehrte er zur Artilleriebrigade zurück und wurde Examinator bei der Prüfungskommission für Portepeefähnriche der vereinigten Artillerie- und Ingenieurschule. In den Jahren 1843 bis 1844 war er Kompanieführer der 6. Fußbrigade in Küstrin und avancierte ebd. 1844 zum Hauptmann und Kompaniechef. Zwischenzeitlich durch einen Reitunfall invalidisiert, erhielt Bonin 1845 das Kommando der Garde-Handwerks-Kompanie. Nach vollständiger Genesung kehrte er als Kommandeur zur 10. Fußkompanie der Artilleriebrigade zurück. Während der Mobilmachung von 1850 war er Kommandeur der Sechspfünder Garde-Batterie Nr. 5 in Köpenick. Seit dem Frühjahr 1851 war er Batteriechef der 3. Zwölfpfündigen Batterie in Spandau. Er starb an Wind- und Wassersucht.
Bonin vermählte sich in erster Ehe 1841 in Köslin mit Alexandra Juliane Werkmeister (1818–1850). 1851 vermählte er sich in zweiter Ehe mit Amanda Sophie Carus (* 1833), die ihn überlebte und 1857 Dr. med. NN Pfeffer heiratete. Aus erster Ehe gingen eine Tochter und zwei jung verstorbene Söhne, aus zweiter Ehe ein Sohn hervor:
- Virginie Theodore Valerie (* 15. Juli 1842; † 15. November 1873) ⚭ Karl Wilhelm Leopold Werkmeister, Kaufmann
- Robert Karl Heinrich Otto (* 25. Dezember 1846; † 29. April 1848)
- Theodat Ehregott Arminius (* 29. Dezember 1849; † 22. März 1854)
- Adolar Ehregott Arminius Robert (* 28. Februar 1852), Kaufmann ⚭ 1881 in New York, Adeline Wilhelmine Schmitz (* 22. Februar 1864)

## Werke
Bonin hat gemeinsam mit Louis von Malinowsky das dreibändige Werk Geschichte der brandenburgisch-preussischen Artillerie, erschienen bei Duncker & Humblot in Berlin 1840, (Digitalisat) verfasst. Er hat durch Recherchearbeit maßgeblichen Anteil am Zustandekommen der Geschichte des Hinterpommerschen Geschlechts von Bonin bis zum Jahre 1863, Berlin 1864 (Digitalisat). Gelegentlich wird ihm auch die Autorenschaft der Grundzüge für das zerstreute Gefecht, Berlin, Posen, Bromberg 1839 (Digitalisat) zugeschrieben; der tatsächliche Autor war jedoch sein Vetter Eduard von Bonin.